# Вайгель, Теодор
Теодор "Тео" Вайгель (нем. Theodor "Theo" Waigel; р. 22 мая 1939, Урсберг) — немецкий политический деятель, председатель ХСС (1988—1999), министр финансов Германии (1989—1998), «отец евро».

## Биография
Юрист, изучал право и политологию в Мюнхенском и Вюрцбургском университетах, получил докторскую степень в 1967 году. Депутат бундестага с 1972 по 2002.
С 2009 года почётный председатель ХСС.
Имеет двух детей от первого брака. С 1994 года женат на горнолыжнице, серебряной медалистке Зимних Олимпийских игр 1980 года Ирене Эппле (р. 1957), в этом браке имеет сына.